# Collegeville (Pennsylvania)
Collegeville is een plaats (borough) in de Amerikaanse staat Pennsylvania, en valt bestuurlijk gezien onder Montgomery County.

## Demografie
Bij de volkstelling in 2000 werd het aantal inwoners vastgesteld op 8032. In 2006 is het aantal inwoners door het United States Census Bureau geschat op 5008, een daling van 3024 (-37,6%).

## Geografie
Volgens het United States Census Bureau beslaat de plaats een oppervlakte van 4,1 km², waarvan 4,0 km² land en 0,1 km² water. Collegeville ligt op ongeveer 42 m boven zeeniveau.

## Geboren
- Horace Ashenfelter (1923-2018), lange(re) afstands- en steeplechaseloper

## Plaatsen in de nabije omgeving
De onderstaande figuur toont nabijgelegen plaatsen in een straal van 8 km rond Collegeville.

## Geboren in Collegeville
- Horace Ashenfelter (1923-2018), atleet en olympisch kampioen